# Сарматін Михайло Сергійович
Михайло Сергійович Сарматін (рос. Михаил Сергеевич Сарматин; 26 жовтня 1972) — російський хокеїст, лівий нападник. Майстер спорту. Помічник головного тренера «Ак Барс» (Казань). 
Вихованець хокейної школи «Ітіль» (Казань). Виступав за «Ітіль»/«Ак Барс» (Казань), «Динамо-Енергія» (Єкатеринбург), «Нафтохімік» (Нижньокамськ), «Металург» (Магнітогорськ), «Сибір» (Новосибірськ), «Торпедо» (Нижній Новгород), «Трактор» (Челябінськ), «Амур» (Хабаровськ). 
У складі національної збірної Росії учасник чемпіонатів світу 1997 і 1999.
Досягнення
- Чемпіон Росії (1998), срібний призер (2000, 2002)
- Бронзовий призер Континентального кубка (1999).

Тренерська кар'єра
- Помічник головного тренера «Барс» (Казань) (2010—2011, МХЛ).
- Помічник головного тренера «Ак Барс» (Казань) (з 2011, КХЛ).